# Scalmicauda obscurior
Scalmicauda obscurior är en fjärilsart som beskrevs av M.Gaede 1928. Scalmicauda obscurior ingår i släktet Scalmicauda och familjen tandspinnare. Inga underarter finns listade.